# 萨拉·卡里根
萨拉·卡里根（Sara Carrigan，1980年9月7日—），生於新南威尔士州冈尼达，澳大利亚女子自行车运动员，曾参加2004年雅典奥运和2008年北京奥运，其中在2004年雅典奥运获得女子公路赛金牌。